# 威爾默斯多夫清真寺
威爾默斯多夫清真寺（德語：Wilmersdorfer Moschee），舊稱「柏林清真寺」（Berliner Moschee）或「阿赫邁底亞清真寺」（Ahmadiyya Moschee），是位於德國柏林维尔默斯多夫的一間清真寺，始建於1923年。該寺院由設計，自1925年4月26日啟用，可容納400人聚禮，是德國現存最古老的清真寺。

## 現狀
威爾默斯多夫清真寺目前由「拉合爾阿赫邁底亞伊斯蘭教傳播運動」組織負責管理。

## 另見
- 阿赫邁底亞